# G299.2-2.9
G299.2-2.9 là một tàn tích siêu tân tinh trong Ngân Hà, cách Trái Đất 16.000 năm ánh sáng. Đây là tàn tích của siêu tân tinh loại Ia. Bán kính quan sát được của lớp vỏ còn sót lại tương ứng với thời gian giãn nở vào khoảng 4.500 năm, biến G299.2-2.9 trở thành một trong những tàn dư siêu tân tinh loại Ia quan sát được lâu đời nhất.

## Miêu tả
G299.2-2.9 cung cấp thông tin nghiên cứu cho các nhà thiên văn học về sự phát triển và cong vênh theo thời gian của tàn tích siêu tân tinh, đồng thời cũng giúp họ có một góc nhìn tổng quan về vụ nổ tạo ra nó. G299.2-2.9 được chia thành nhiều vùng riêng biệt khác nhau: "cấu trúc bong bóng" gần như hoàn chỉnh, hơi bị bóp méo do vụ nổ, một tâm sáng, một vùng "nút thắt" phức tạp ở rìa phía đông bắc của cấu trúc bong bóng và một vùng tinh vân khuếch tán kéo dài ra ngoài cấu trúc chính. Tàn tích siêu tân tinh này đã được nhiều vệ tinh và kính thiên văn trên quỹ đạo ghi lại, bao gồm Kính viễn vọng không gian Hubble, Kính viễn vọng không gian Spitzer và Đài quan sát tia X Chandra.
Các tia X phát xạ mức thấp từ các phần sâu của G299.2-2.9 cho thấy có một lượng lớn sắt và silic bên trong, và điều này cũng đồng thời cho thấy rằng nó là tàn tích của siêu tân tinh loại Ia. "Lớp vỏ" bên ngoài lớn và phức tạp, có cấu trúc nhiều lớp. Lớp bên ngoài tương tự như của G299.2-2.9 thường không liên quan đến các ngôi sao phát nổ. Do các lý thuyết về siêu tân tinh loại Ia cho rằng chúng phát nổ trong một môi trường xác định, nên các nghiên cứu chi tiết về "lớp vỏ" bên ngoài của G299.2-2.9 đã giúp các nhà thiên văn học hiểu hơn về các khu vực và tình huống xảy ra vụ nổ nhiệt hạch.

## Hình ảnh

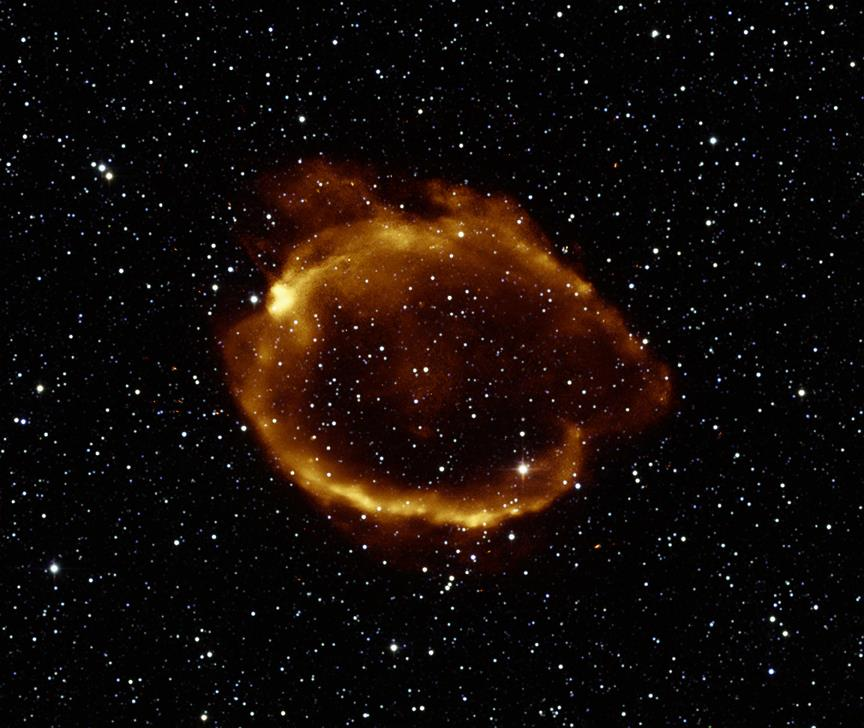
Hình ảnh tổng hợp sử dụng tia X từ Chandra (màu cam) phủ lên hình ảnh hồng ngoại từ 2MASS.
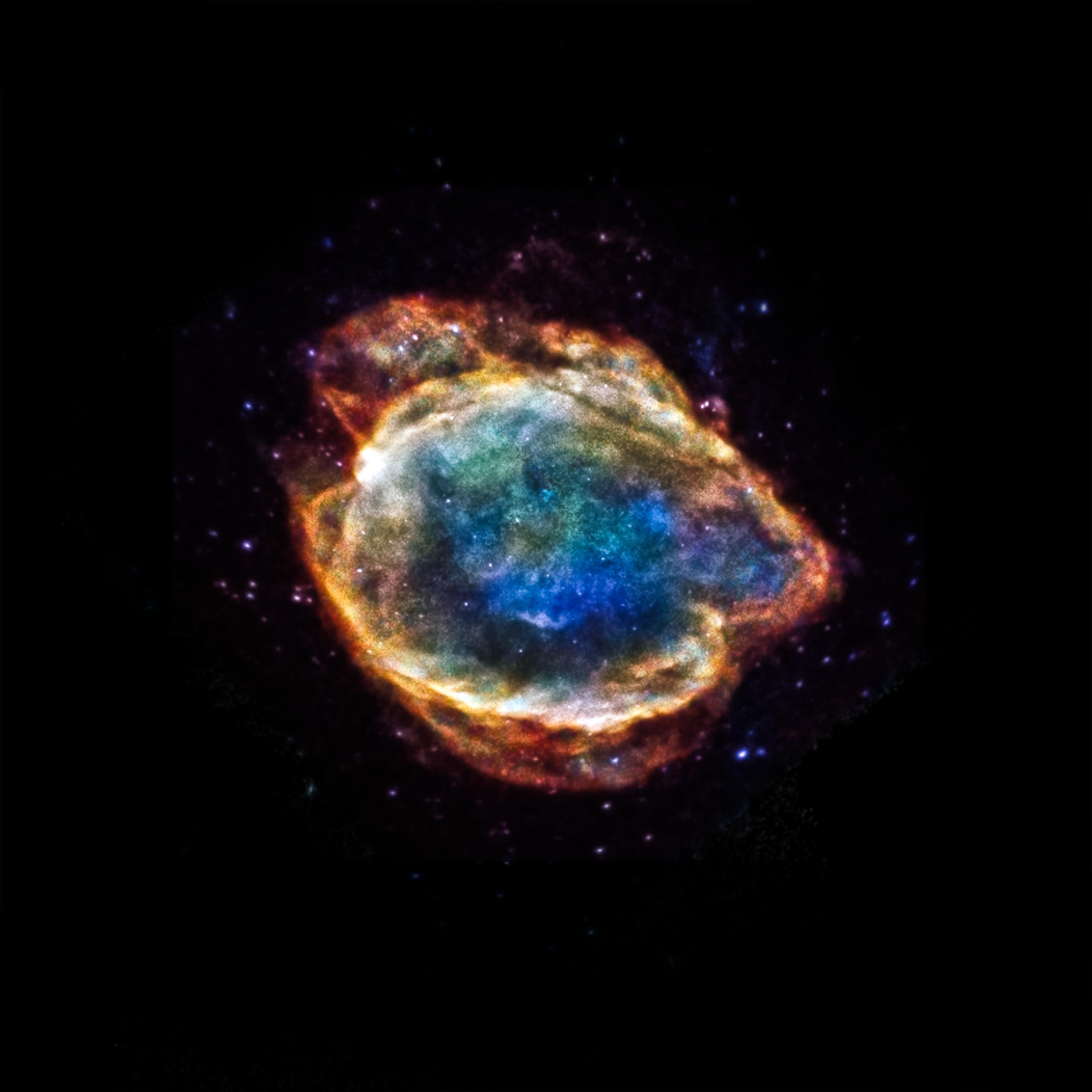
Màu đỏ, xanh lá cây và xanh lam tượng trưng cho tia X năng lượng thấp, trung bình và cao – Chandra.
Đài quan sát tia X Chandra – NASA.[11]